# Traunt Rowan
(Traunt Rowan)
Traunt Rowan è un personaggio del ciclo Il Druido Supremo di Shannara, scritto da Terry Brooks, ed è un membro della congiura ai danni di Grianne Ohmsford

## Storia
I suoi genitori erano Dannon e Cela Scio ed erano due membri rispettabili e influenti del Consiglio della Coalizione, l'organo legislativo della Federazione a cui il governo doveva rispondere. A causa delle macchinazioni politiche della Strega di Ilse, i due caddero in disgrazia e da allora vennero disprezzati e odiati da tutti, perfino dai loro stessi amici. Morirono soli e in miseria, e il giovane Traunt per evitare il loro destino decise di assumere il cognome della madre e di andare a studiare presso i druidi. Aveva saputo infatti, che la Strega di Ilse era diventata il capo dell'ordine e per evitare che lo sovvertisse si era recato a Paranor. Resosi conto che il passato di Grianne impediva all'ordine di diventare l'ago della bilancia nelle Quattro Terre, decise di destituire l'Ard Rhys e si unì alla congiura di Shadea a'Ru.
Quando Grianne fu mandata nel Divieto, l'uomo del Sud assunse un ruolo di primo piano nell'ordine e sotto ordine di Shadea, localizzò i genitori di Penderrin Ohmsford e li condusse alla fortezza: grazie al loro aiuto fu possibile individuare la posizione del loro amato figlio. Ancora una volta Shadea incaricò Traunt di dare la caccia agli Ohmsford e lo fece assistere dall'infido Pyson Wence e dagli gnomi suoi subalterni. A Taupo Rough, i due druidi ingaggiarono una battaglia con i troll delle rocce e lungo i sentieri del Klu ostacolarono la compagnia di Pen ma invano. Grazie alle acque divinatorie, i druidi scoprirono finalmente che il gruppo si era diretto a Stridegate e con un attacco lampo riuscirono a sorprenderli e catturarli. Furono loro la moneta di scambio concordata con Pen quando riemerse dall'isola del Tanequil, e una volta accertatosi che i suoi amici fossero sani e salvi, Pen si lasciò portare a Paranor che del resto era il suo obiettivo. Durante il viaggio, a bordo delle navi volanti, Traunt interrogò Pen e gli sequestrò lo Scettro Nero ma nonostante i suoi sforzi, il giovane riuscì a fuggire dalle segrete di Paranor e ad entrare nel Divieto.
A questo punto, sicuri dell'imminente ritorno di Grianne, gli ultimi congiurati crearono un triagenel con cui intrappolare l'ex Ard Rhys ma esso fu sabotato da Khyber Elessedil e Bek Ohmsford. Durante la resa dei conti tra i druidi traditori e Grianne, Traunt decise di accettare l'offerta della donna e di andare in esilio: questa scelta susciterà le ire di Shadea a'Ru che lo colpirà a tradimento con il Fuoco Magico spezzando la sua vita.